# Stephan Pilsinger
Stephan Pilsinger (nascido em 17 de fevereiro de 1987) é um médico alemão e político da União Social-Cristã (CSU) que actua como membro do Bundestag pelo estado da Baviera desde 2017.

## Carreira política
Pilsinger tornou-se membro do Bundestag nas eleições federais alemãs de 2017. Ele é membro do Comité de Saúde, do Comité de Família, Idosos, Mulheres e Jovens e do Subcomité de Prevenção de Crises Civis.